# 布欽鄉
45°22′N 22°15′E / 45.367°N 22.250°E
布欽鄉（羅馬尼亞語：Comuna Buchin, Caraș-Severin），是羅馬尼亞的鄉份，位於該國西南部，由卡拉什-塞維林縣負責管轄，面積82平方公里，海拔高度459米，2007年人口2,138，人口密度每平方公里26人。